# Abiotic (группа)
Abiotic — американская дэткор-группа из Майами, образованная в 2010 году. Группа выпустила два полноформатных альбома на лейбле Metal Blade Records: Symbiosis в 2012 году и Casuistry в 2015 году. Группа распалась в 2016 году, указав в качестве причин финансовые проблемы и внутренние проблемы внутри группы. В 2018 году группа воссоединилась, а в 2019 году выпустила новый сингл: Emerald. В 2021 году они выпустили свой третий студийный альбом Ikigai на независимом лейбле The Artisan Era.

## Участники группы

###### Текущий состав
- Мэтт Мендес — гитара (2010—2016, 2018—наши дни)
- Джонатан Матос — гитара (2010—2016, 2018—наши дни)
- Трэвис Бартосек — вокал (2014—2016, 2018—наши дни)
- Киллан Дуарте — бас-гитара (2018—наши дни)
- Энтони Ласк-Симон — ударные (2018—наши дни)

###### Бывшие участники
- Алекс Васкес — бас-гитара (2010—2016)
- Андрес Уртадо — ударные (2010—2013)
- Рэй Химинес — вокал (2010—2013)
- Дики Аллен — вокал (2013—2014)
- Брент Филлипс — ударные (2014—2016)
- Аарон Штехаунер — ударные (2013—2014, 2018)[7]

###### Сессионные/концертные участники
- Мэтью Паулаццо — ударные (2016)[1]

## Дискография

###### Студийные альбомы
- Symbiosis (2012, Metal Blade)
- Casuistry (2015, Metal Blade)
- Ikigai (2021, The Artisan Era)

###### Мини-альбомы
- A Universal Plague (2011)

###### Синглы
- Emerald (2019)
- Ocean of Wordly Suffering (ft Мэтт Хифи) (2023)